# Videoclub
Videoclub war ein französisches Popmusik-Duo, welches von 2018 bis April 2021 aus Adèle Castillon und Matthieu Reynaud bestand.

## Geschichte
Die Schauspielerin und YouTuberin Adèle Castillon und der Komponist und Musiker Matthieu Reynaud beginnen 2018 in Nantes unter dem Namen Videoclub als Popmusik-Duo zu arbeiten.
Ihre erste Single Amour plastique, welche von Matthieus Vater Régis Reynaud produziert wird, erzielte in einem halben Jahr über acht Millionen Aufrufe auf YouTube. Mit über 100 Millionen Aufrufen auf YouTube ist es bislang das erfolgreichste Musikvideo des Duos. Es folgte ein erstes ausverkauftes Konzert in Nantes. Die Gruppe begann ihre erste Tournee im Sommer 2019. Es folgten Auftritte auf dem Unaltrofestival in Mailand und auf dem Delta Festival in Marseille. Sie wurden auch für das Festival „Cabourg mon amour“, gebucht.
Am 29. Januar 2021 erschien das erste Album des Duos unter dem Namen „Euphories“. Am 31. März 2021 veröffentlichte Videoclub das Musikvideo SMS, mit dem sie die Auflösung des Duos bekanntgaben. Der Text des Liedes nimmt Bezug zur persönlichen Geschichte des Popmusik-Duos, die Melodie enthält Ausschnitte aus anderen Liedern des Duos, das Musikvideo stellt den Bildschirm eines Smartphones dar, auf dem unter anderem Videos von früheren Konzerten abgespielt werden.

## Stil
Beim Musikstil des Duos handelte es sich um Elektropop, welcher stark von der Popmusik der 1980er Jahre beeinflusst wurde.
Die Lieder sind in französischer Sprache mit gelegentlichen englischen Anteilen geschrieben. Die Texte wurden von Adèle Castillon geschrieben, während Matthieu Reynaud die Komposition übernahm.

## Diskografie

### Alben
| Jahr | Titel     | Höchstplatzierung, Gesamtwochen, AuszeichnungChartplatzierungen (Jahr, Titel, Platzierungen, Wochen, Auszeichnungen, Anmerkungen) | Höchstplatzierung, Gesamtwochen, AuszeichnungChartplatzierungen (Jahr, Titel, Platzierungen, Wochen, Auszeichnungen, Anmerkungen) | Höchstplatzierung, Gesamtwochen, AuszeichnungChartplatzierungen (Jahr, Titel, Platzierungen, Wochen, Auszeichnungen, Anmerkungen) | Anmerkungen                                                  |
| Jahr | Titel     | FR | BEW | CH | Anmerkungen                                                  |
| ---- | --------- | --- | --- | --- | ------------------------------------------------------------ |
| 2021 | Euphories | FR30 Gold · (8 Wo.)FR | BEW54 (3 Wo.)BEW | CH74 (… Wo.)CH | Erstveröffentlichung: 23. Januar 2021 Charteinstieg CH: 2025 |

### Singles
| Jahr | Titel Album               | Höchstplatzierung, Gesamtwochen, AuszeichnungChartsChartplatzierungen (Jahr, Titel, Album, Platzierungen, Wochen, Auszeichnungen, Anmerkungen) | Anmerkungen                                                 |
| Jahr | Titel Album               | FR | Anmerkungen                                                 |
| ---- | ------------------------- | --- | ----------------------------------------------------------- |
| 2018 | Amour plastique Euphories | FR— DiamantFR | Erstveröffentlichung: 8. September 2018                     |
| 2018 | Roi Euphories             | FR— GoldFR | Erstveröffentlichung: 18. Dezember 2018                     |
| 2019 | En nuit Euphories         | FR— GoldFR | Erstveröffentlichung: 19. Juni 2019                         |
| 2019 | Mai Euphories             | — | Erstveröffentlichung: 28. November 2019                     |
| 2020 | Enfance 80 Euphories      | — | Erstveröffentlichung: 9. Oktober 2020 feat. Natalia Lacunza |
| 2020 | Euphories                 | — | Erstveröffentlichung: 20. November 2020                     |

## Auszeichnungen für Musikverkäufe
| Goldene Schallplatte - Italien - 2024: für die Single Amour plastique - Polen - 2024: für die Single Amour plastique |

Anmerkung: Auszeichnungen in Ländern aus den Charttabellen bzw. Chartboxen sind in ebendiesen zu finden.
| Land/RegionAuszeichnungen für Musikverkäufe (Land/Region, Auszeichnungen, Verkäufe, Quellen) | Gold     | Platin | Diamant  | Verkäufe | Quellen         |
| -------------------------------------------------------------------------------------------- | -------- | ------ | -------- | -------- | --------------- |
| Frankreich (SNEP)                                                                            | 3× Gold3 | —      | Diamant1 | 583.333  | snepmusique.com |
| Italien (FIMI)                                                                               | Gold1    | —      | —        | 50.000   | fimi.it         |
| Polen (ZPAV)                                                                                 | Gold1    | —      | —        | 25.000   | olis.pl         |
| Insgesamt                                                                                    | 5× Gold5 | —      | Diamant1 |          |                 |

## Trivia
2023 erlangte das Lied „Amour Plastique“ weitere Bekanntheit auf Grund eines Memes über Napoleon. Bei diesen Memes werden Porträts von Napoleon gezeigt mit einer vorangestellten Situation (als Anspielung auf die Verbannung nach St. Helena) mit der Aussage Napoleons „Es gibt nichts was wir tun können“.